# Rhectosemia striata
Rhectosemia striata là một loài bướm đêm trong họ Crambidae.